# Smicromorpha banksi
Smicromorpha banksi är en stekelart som beskrevs av Naumann 1986. Smicromorpha banksi ingår i släktet Smicromorpha och familjen bredlårsteklar.
Artens utbredningsområde är Papua Nya Guinea. Inga underarter finns listade i Catalogue of Life.